# Ghaida Kambash
Ghaida Kambash (en arabe: غيداء كمبش), née en 1974 à Bakouba et morte le 10 juillet 2020 à Bagdad, est une femme politique irakienne,. 

## Biographie
Originaire de Bakouba, Ghaida Kambash est élue en 2010 au Conseil des représentants, le Parlement irakien, pour la province de Diyala. Elle est réélue à deux reprises. 
Pendant ses mandats, elle s'engage pour le retour des réfugiés dans la province de Diyala. Elle dirige aussi le comité parlementaire pour l'éducation supérieure.
Elle meurt des suites du covid-19, devenant la première parlementaire irakienne à succomber à la maladie.